# Na licu bela solza
Na licu bela solza je debitantski studijski album slovenske narodnozabavne skupine Čuki, ki je izšel leta 1990 pri ZKP RTV Slovenija v obliki kasete. Uspeh sta dosegli pesmi "Na licu bela solza" in "Vso srečo ti želim", po izdaji ponatisa pa še pesem "Vsepovsod ljubezen".
Leta 1994 je bil izdan ponatis kasete z dodatno pesmijo, "Vsepovsod ljubezen", ki je priredba pesmi "Love Is All Around" skupine The Troggs. Izdan je bil tudi videospot, ki prikazuje odlomke iz filma Štiri poroke in pogreb angleškega režiserja Mikea Newella. Pesem je bila posneta v Studiu Luca v Novem mestu leta 1994, producent pa je bil Tomaž Borsan.

## Seznam pesmi

### Originalna izdaja
| Stran A | Stran A                   | Stran A                       | Stran A    | Stran A |
| Št.     | Naslov                    | Besedilo                      | Glasba     | Dolžina |
| ------- | ------------------------- | ----------------------------- | ---------- | ------- |
| 1.      | „Na licu bela solza‟      | Jože Potrebuješ, Marko Vozelj | Potrebuješ | 3:57    |
| 2.      | „Pozdrav s planin‟        | Vozelj                        | Potrebuješ | 3:15    |
| 3.      | „Punčka z lanenimi lasmi‟ | P. Milenkovič                 | D. Hudnik  | 3:17    |

| Stran B | Stran B              | Stran B            | Stran B            | Stran B |
| Št.     | Naslov               | Besedilo           | Glasba             | Dolžina |
| ------- | -------------------- | ------------------ | ------------------ | ------- |
| 4.      | „Vso srečo ti želim‟ | France Prešeren    | Potrebuješ         | 4:34    |
| 5.      | „Rojstva luč‟        | Vozelj             | Potrebuješ         | 3:05    |
| 6.      | „Ta cvet‟            | Potrebuješ, Vozelj | Dieter Bohlen      | 2:55    |
| 7.      | „Pleši in poj‟       | Vozelj             | Potrebuješ, Vozelj | 3:02    |

### Ponatis
Kaseta, ki je izšla leta 1994, vsebuje še pesem "Ljubezen vsepovsod".
| Stran A | Stran A                   | Stran A                       | Stran A     | Stran A |
| Št.     | Naslov                    | Besedilo                      | Glasba      | Dolžina |
| ------- | ------------------------- | ----------------------------- | ----------- | ------- |
| 1.      | „Ljubezen vsepovsod‟      | J. Sever                      | Reg Presley | 3:58    |
| 2.      | „Na licu bela solza‟      | Jože Potrebuješ, Marko Vozelj | Potrebuješ  | 3:57    |
| 3.      | „Pozdrav s planin‟        | Vozelj                        | Potrebuješ  | 3:15    |
| 4.      | „Punčka z lanenimi lasmi‟ | P. Milenkovič                 | D. Hudnik   | 3:17    |

| Stran B | Stran B              | Stran B            | Stran B            | Stran B |
| Št.     | Naslov               | Besedilo           | Glasba             | Dolžina |
| ------- | -------------------- | ------------------ | ------------------ | ------- |
| 5.      | „Vso srečo ti želim‟ | France Prešeren    | Potrebuješ         | 4:34    |
| 6.      | „Rojstva luč‟        | Vozelj             | Potrebuješ         | 3:05    |
| 7.      | „Ta cvet‟            | Potrebuješ, Vozelj | Dieter Bohlen      | 2:55    |
| 8.      | „Pleši in poj‟       | Vozelj             | Potrebuješ, Vozelj | 3:02    |

## Zasedba

### Čuki
- Jože Potrebuješ — vokal, kitara
- Marko Vozelj — vokal
- Marjan Malovrh — sintesajzer
- Vinko Cankar — bas kitara

### Dodatni glasbeniki
- Marino Mrčela — kitara, spremljevalni vokal
- Ivan Hudnik, Meta Močnik, Oliver Antauer, Zvezdana Sterle — spremljevalni vokali
- Vasja Burkat — bas kitara ("Ljubezen vsepovsod")

### Tehnično osebje
- Andrej Nanut — inženiring
- Peter Gruden — inženiring
- Tomaž Maras — inženiring ("Ljubezen vsepovsod")
- Helena Skubic — oblikovanje
- Marko Klinc — fotografiranje
- Dušan Zore — produkcija
- Tomaž Borsan — produkcija ("Ljubezen vsepovsod")